# Tsukumo Denki
 (décembre 2023).
Si vous disposez d'ouvrages ou d'articles de référence ou si vous connaissez des sites web de qualité traitant du thème abordé ici, merci de compléter l'article en donnant les références utiles à sa vérifiabilité et en les liant à la section « Notes et références ».
Tsukumo Denki (つくも電気) est une entreprise japonaise spécialisée dans la vente au détail d'équipements informatiques.  

## Historique
Après avoir été reprise comme filiale, sous la dénomination Project White Co. Ltd., en 2009, depuis le 1er juillet 2021, elle est exploitée comme une marque de Yamada Denki, sans apporté de changements au fonctionnement de chacun des magasins de l'enseigne.

## Anecdotes
- Un des magasin de l'entreprise a sorvi de lieu de tournage pour le film Embrassez autant de vagues qu'il y en a (ja)